# لورينزو كريسيتيغ
لورينزو كريسيتيغ (بالإيطالية: Lorenzo Crisetig)‏ (20 يناير 1993 إيطاليا - ) هو لاعب كرة قدم إيطالي، يلعب كلاعب وسط.

## وصلات خارجية
لورينزو كريسيتيغ على موقع الاتحاد الدولي (مؤرشف)  (الإنجليزية)
- لورينزو كريسيتيغ على موقع الاتحاد الأوربي (الإنجليزية)
- لورينزو كريسيتيغ على موقع قاعدة بيانات كرة القدم.إي يو (الإنجليزية)
- لورينزو كريسيتيغ على موقع Soccerway.com (الإنجليزية)
- لورينزو كريسيتيغ على موقع عالم كرة القدم.نت (الإنجليزية)
- لورينزو كريسيتيغ على موقع AS.com (الإسبانية)